# Tavronítis
Tavronítis (Tavronitis) är en ort i Grekland.   Den ligger i prefekturen Nomós Chaniás och regionen Kreta, i den södra delen av landet, 270 km söder om huvudstaden Aten. Tavronítis ligger 8 meter över havet och antalet invånare är 888.
Terrängen runt Tavronítis är kuperad åt sydväst, men åt nordost är den platt. Havet är nära Tavronítis åt nordost. Runt Tavronítis är det ganska glesbefolkat, med 48 invånare per kvadratkilometer. Närmaste större samhälle är Chania, 19,0 km öster om Tavronítis. 